# هیلی پرل
هیلی پرل (انگلیسی: Hille Perl؛ زادهٔ ۱ ژانویهٔ ۱۹۶۵) موسیقی دان اهل آلمان است.